# Відра (Алба)
Відра (рум. Vidra) — село у повіті Алба в Румунії. Адміністративний центр комуни Відра.
Село розташоване на відстані 329 км на північний захід від Бухареста, 62 км на північний захід від Алба-Юлії, 70 км на південний захід від Клуж-Напоки, 144 км на північний схід від Тімішоари.

## Населення
За даними перепису населення 2002 року у селі проживала 51 особа, усі — румуни. Усі жителі села рідною мовою назвали румунську.